# Tomasz Gawronek
Tomasz Gawronek – poseł do Sejmu Krajowego Galicji III kadencji (1870–1875), włościanin z Kasinki Małej.
Wybrany w IV kurii obwodu Sącz, z okręgu wyborczego nr 65 Limanowa-Skrzydlna. Utracił mandat 30 kwietnia 1875, na jego miejsce w 1876 obrano Walentego Jaworskiego.